# Sandino (Cuba)

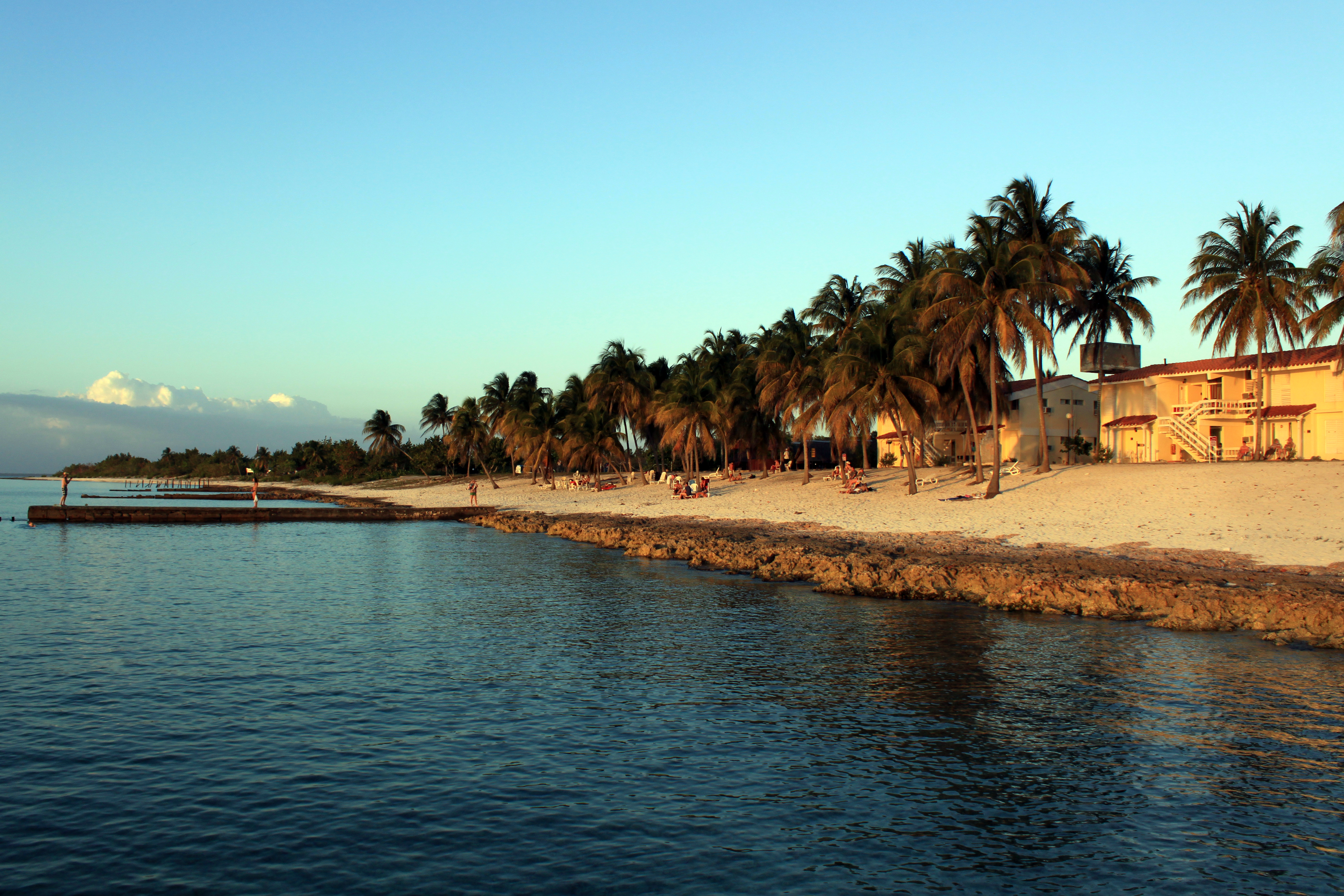
Praia de Maria La Gorda, Sandino.

Sandino é um município de Cuba pertencente à província de Pinar del Río. 